# Pseudohemiceras krugii
Pseudohemiceras krugii är en fjärilsart som beskrevs av Heinrich Benno Möschler 1890. Pseudohemiceras krugii ingår i släktet Pseudohemiceras och familjen nattflyn. Inga underarter finns listade.